# 兜葉木蘚
兜葉木蘚（学名：Thamnobryum incurvum）为平蘚科木蘚屬下的一个种。